# Molnár Attila (atléta)
Molnár Attila (Budapest, 2002. január 17. –) fedett pályás Európa-bajnok, váltóval fedett pályás világbajnoki bronzérmes magyar atléta. Fő versenyszáma a 400 méteres síkfutás.

## Sportpályafutása
Nyolc éven át labdarúgó volt, majd a VEDAC-ban és a Sportolj Velünk SE-ben atlétizált. A 2018-as ifjúsági Eb-n 400 méteren kiesett a selejtezőben, a sprintváltóban (100-200-300-400 méter) hetedik volt. A 2019. évi nyári európai ifjúsági olimpiai fesztiválon bronzérmet szerzett, sprintváltóban ötödik volt. 2019 őszéig Tóthné Stupián Anikó vezette az edzéseit, ezt követően Bartha László trenirozta. 2020-ban bronzérmes volt a fedett pályás felnőtt magyar bajnokságon. A 2021-es U20-as Eb-n az elődöntőben kiesett. Ősszel a Ferencváros sportolója lett. Itt Karlik Pál irányításával készült.
A 2022-es atlétikai Európa-bajnokságon a magyar 4 × 400 méteres váltó tagja volt Ajide Dániel, Máté Tamás és Wahl Zoltán mellett. 2023 februárjában Máté Tamás, Huller Dániel és Wahl Zoltán mellett tagja volt annak a 4 × 400 méteres fedett pályás váltónak, amely 3:08.58-at futott és ezzel megdőlt egy 23 éves országos rekord.
Új magyar rekordot állított fel 400 méteren 2023 májusában Limassolban, 44,98 másodperc alatt tette meg a távot. A 2023-as atlétikai világbajnokságon a 400 méteren, az országos rekordot tovább javítva 44,84 másodperces eredménnyel jutott be az elődöntőbe. A világbajnokságon tagja volt a 4 × 400 méteres férfi és vegyes váltónak is.
2024 januárjában fedett pályás országos csúcsot ért el. A márciusi fedett pályás világbajnokság elődöntőjéből újabb magyar csúccsal (46,08) jutott a döntőbe, ahol ötödik helyezést ért el. A 2024-es párizsi olimpián 400 méteres síkfutásban nem jutott döntőbe, összesítésben a 26. helyen zárt.
A 2025-ös fedett pályás szezonban előbb január végén ért el országos csúcsot (45,66) Belgrádban, amit egy hét múlva 45,08-cal tovább javított Ostravában. Utóbbi eredménye 3 századdal maradt el Thomas Schönlebe és Karsten Warholm 1988 óta élő Európa-rekordjától. A fedett pályás Európa-bajnokságon előfutamát, majd az elődöntő futamát is megnyerte és a legjobb idővel került döntőbe. A döntőben erősen futotta meg a táv első felét és a bevágásnál magabiztosan állt az élre. Az utolsó kanyarban kezdett közeledni hozzá a lengyel Maksymilian Szwed, de előnye kitartott a célvonalig. Ebben a számban ez volt az első magyar aranyérem a fedett pályás Európa-bajnokságokon, a futószámokat tekintve pedig Bakos György 60 méteres gátfutásban aratott 1985-ös győzelme óta az első.

## Eredményei
Fedett pályás világbajnokság
- 4 × 400 m
  - bronzérmes: 2025

Fedett pályás Európa-bajnokság
- 400 m
  - aranyérmes: 2025

Magyar bajnokság
- 200 m
  - aranyérmes: 2024

- 400 m
  - aranyérmes: 2021, 2022, 2024, 2025
  - bronzérmes: 2020
- 4 × 400 m
  - aranyérmes: 2021, 2022
  - ezüstérmes: 2020

fedett pályás magyar bajnokság
- 200 m
  - aranyérmes: 2025
- 400 m
  - aranyérmes: 2022, 2023, 2024
  - bronzérmes: 2020
- 4 × 400 m
  - aranyérmes: 2022, 2023, 2024
  - ezüstérmes: 2021

## Rekordjai
400 m
- 44,98 (2023. május 25., Limassol) országos csúcs
- 44,98 (2023. július 18., Székesfehérvár) országos csúcsbeállítás
- 44,84 (2023. augusztus 20., Budapest) országos csúcs
- 44,74 (2025. augusztus 12., Budapest) országos csúcs[16]

400 m fedett pálya
- 46,22 (2024. január 20., Nyíregyháza) országos csúcs
- 46,08 (2024. március 1., Glasgow) országos csúcs[9]
- 45,66 (2025. január 29., Belgrád) országos csúcs[12]
- 45,08 (2025. február 4., Ostrava)[13]

## Legjobb eredményei évenként
400 m
- 2017: 50,24 (magyar ranglista: 35.)[17]
- 2018: 48,49 (10.)
- 2019: 48,01 (6.)
- 2020: 47,43 (5.)
- 2021: 47,08 (4.)
- 2022: 46,67 (2.)
- 2023: 44,84 (1.)
- 2024: 45:04 (1.)

400 m fedett pálya
- 2018: 48,91 (5.)
- 2019: 48,43 (3.)
- 2020: 47,77 (2.)
- 2021: 48,82 (5.)
- 2022: 47,05 (1.)
- 2023: 46,45 (1.)
- 2024: 46,08

## Díjai, elismerései
- Az év Veszprém megyei ifjúsági sportolója (2019)
- Az év magyar U23-as atlétája (2023, 2024)[18][19]